# 뉴튼애비구

뉴튼애비 구의 위치

뉴튼애비구(영어: Newtownabbey Borough, 아일랜드어: Buirg Bhaile na Mainistreach)는 2015년까지 존재했던 북아일랜드의 옛 구였다. 행정 중심지는 뉴튼애비이며 면적은 151km2, 인구는 83,600명(2010년 기준), 인구 밀도는 555명/km2이다.

## 구 정보
- 행정 중심지: 뉴튼애비
- 면적: 151km2
- 인구: 83,600명 (2010년 기준)
- 인구 밀도: 555명/km2
- ISO 3166-2 코드: GB-NTA
- ONS 코드: 95U
- 종교 분포: 천주교 19.4%, 개신교 76.2%